# Raised by Another
«Raised by Another» (titulado «Criado por otro» en España y «Criado por otros» en Hispanoamérica) es el décimo capítulo de la primera temporada de la serie Lost, de la cadena de televisión ABC. El capítulo está centrado en Claire Littleton.

## Trama

### Flashbacks
Claire Littleton se hace una prueba de embarazo con la compañía de su novio, Thomas (Keir O'Donnell), y es positiva. Thomas le asegura que todo estará bien, que la apoyará y que serán buenos padres. Luego, Claire acude a un psíquico, recomendado por una amiga suya. En la sesión, el psíquico, Richard Malkin (Nick Jameson), sabe que está embarazada. Después de tocar su mano, él tiene una supuesta visión y se molesta, pero se niega a decirle a Claire lo que "vio". 
Un tiempo después, mientras Claire prepara la habitación para el bebé, Thomas llega y le dice que se va, diciendo que no está listo para la responsabilidad de un niño. Tras esto, Claire vuelve al psíquico y le pide otra lectura. Richard sabe que Thomas la dejó y dice que Claire debe criar al bebé, ya que, si alguien más lo cría, el bebé estará en peligro. Aunque Malkin le dice repetidamente a Claire que no entregue al niño, ella le dice que irá a una agencia de servicios adoptivos. Claire está a punto de firmar papeles para que una pareja pueda adoptar a su bebé, pero ninguno de los bolígrafos que intenta funciona. Después de que Claire piensa, deja la agencia de adopción y va al psíquico de nuevo. Él le da $6,000 y un boleto en el vuelo 815 de Oceanic, explicando que una pareja en Los Ángeles adoptaría al bebé y le daría $6,000 adicionales. Inicialmente, Claire se muestra escéptica acerca de entregar su hijo a completos extraños en Los Ángeles, pero Richard le asegura que "no son extraños" y que son "buenas personas". Aunque Claire inicialmente encuentra sospechoso este cambio de opinión, acepta.

### En la isla
Claire sufre unas pesadillas que le representan que su hijo está en peligro. En una de las pesadillas, se ve que alguien sujeta a Claire y le inyecta algo en el estómago, aunque después cuando Jack la revisa no tiene ninguna herida. Ella queda muy alterada y, a pesar del apoyo de Charlie, Jack y los otros creen que son sólo sueños.  
El ataque le da la idea a Hurley de realizar un censo a los sobrevivientes para saber quién es cada uno y así llevar un registro. Jack le sugiere a Claire que imaginó el ataque, considerando el estrés por el accidente y el embarazo, por lo que le ofrece un sedante. Claire se molesta porque Jack no le cree, y decide dejar las cuevas y regresar a la playa. 
Boone le dice a Hurley que Sawyer tiene el manifiesto de vuelo del avión, y que eso podría ayudarlo a realizar el censo. Sawyer extrañamente se lo da a Hurley sin ninguna objeción. Mientras tanto, Charlie intenta ayudar a Claire a regresar a la playa, y en el camino, ella comienza a tener contracciones. Charlie dice que puede dar a luz al bebé, ella le grita que busque a Jack, por lo que la deja sola en la jungla. Charlie encuentra a Ethan Rom (quien apareció en el episodio Solitary), le dice que Claire está de parto y que busque a Jack. Charlie vuelve para consolar a Claire, quien le cuenta la historia del psíquico. Charlie sugiere que el psíquico sabía que el vuelo se iba a estrellar, y esta fue su forma de obligar a Claire a criar al bebé ella sola. 
Sayid, herido, regresa a las cuevas y le cuenta a Jack sobre Danielle Rousseau y que otras personas viven en la isla, además de los supervivientes del avión. Locke mira desde las sombras con los brazos cruzados. Hurley le revela a Jack que uno de los supervivientes no figura en el manifiesto de vuelo, lo que significa que ya había alguien en la isla cuando se estrelló el avión. Las contracciones de Claire comienzan a detenerse y luego Ethan se encuentra con Claire y Charlie, quien los mira siniestramente.